# Oğuzhan Çapar
Oğuzhan Çapar (* 8. Oktober 1996 in Balıkesir) ist ein türkischer Fußballspieler, der aktuell als Leihspieler von Kayserispor bei Balıkesirspor unter Vertrag steht.

## Karriere

### Verein
Çapar kam 1996 in Balıkesir zur Welt und begann hier mit dem Vereinsfußball in der Jugend von Balıkesir Yeni Sanayi SK und wechselte 2010 in die Jugend von Balıkesirspor. 2014 erhielt er einen Profi-Vertrag, spielte aber weiterhin für die Reservemannschaft. Zu seiner dritten Saison als Profi-Spieler wurde in den Profikader aufgenommen und gab in der Pokalpartie vom 21. September 2016 gegen Hatayspor Gençlerbirliği Ankara sein Debüt als Profispieler. Elf Tager später folgte sein Ligadebüt und in den nachfolgenden Ligaspielen sein Aufstieg zum Stammspieler.
In der Wintersommertransferperiode 2019/20 wechselte er zum Erstligisten Kayserispor. 2021 wurde er an Balıkesirspor verliehen.

### Nationalmannschaft
Çapar begann seine Nationalmannschaftskarriere 2017 mit einem Einsatz für die türkische U-21-Nationalmannschaft.